# Áporka
Áporka es un pueblo húngaro perteneciente al distrito de Ráckeve, condado de Pest.

## Superficie
Cuenta con una superficie de 17,47 km².

## Demografía
Hasta 2024 la población era de 1260 habitantes, con una densidad de población de 72,12 hab/km².
| Gráfica de evolución demográfica de Áporka entre 2020 y 2024 |
|                                                              |
| Datos según la Oficina Central de Estadística de Hungría.    |